# ハインツ＝ハラルド・フレンツェン
ハインツ＝ハラルド・フレンツェン（Heinz-Harald Frentzen, 1967年5月18日 - ）は、ドイツ出身の元レーシングドライバー。

## 略歴

### メルセデス・ジュニア～国際F3000時代
1988年のドイツ・フォーミュラ・オペル選手権でチャンピオンを獲得。1989年のドイツF3選手権でカール・ヴェンドリンガー、ミハエル・シューマッハとチャンピオン争いを繰り広げ、ヴェンドリンガーに1点差のランキング2位となる。彼ら3人はメルセデスの若手育成プログラム（ジュニアチーム）に抜擢され、ヨッヘン・マスのパートナーとして1990年の世界スポーツプロトタイプカー選手権（WSPC）に持ち回りで参戦した。メルセデスの英才教育を受け、将来F1へステップアップすることを期待された。フレンツェンはエディ・ジョーダン・レーシング (EJR) から国際F3000にも参戦したが、翌1991年からのF1参戦の準備に注力し始めていたジョーダンチームはF3000チームの力が下降しており、フレンツェンは満足な成績を収められなかった。
1991年はF1への近道として国際F3000に専念することにし、メルセデスのジュニアチームから離脱。だがF3000での成績は振るわず、ジュニアチームの元同僚2人がF1デビューを果たしたため、ジュニアチームからの離脱は逆に一人だけ遠回りな選択になってしまった。フレンツェンをサポートするはずだったキャメルのドイツ法人がジョーダンのスポンサーを降り、その資金をミハエル・シューマッハの所属するF1ベネトンチームに回すという皮肉な結果となった。また、私生活でも元ガールフレンドのコリーナ・ベッシュがシューマッハと交際し始めるなど、まさにどん底の時代を経験する。
なお、フレンツェンもF1シートを得るべく1991年秋には翌年に向けティレルと交渉機会を持ち、ブラバムとも交渉し実際にBT60Yのシート合わせも完了していたが、要求されたスポンサーや持参金を用意できずレギュラーシートは得られなかった。

### 全日本F3000時代
1992年、F1のシートを模索したが頓挫し、国際F3000のシートも失い、ローラのマシンを駆りスポーツカーレースに参戦していたフレンツェンに転機が訪れる。全日本F3000にノバエンジニアリングから参戦していたフォルカー・ヴァイドラーが突発性難聴でシーズン途中に帰国した（その後引退）。ヴァイドラーは後任として同郷のフレンツェンを起用するよう、ノバ監督の森脇基恭に進言。フレンツェンは1992年終盤戦から1993年にかけて全日本F3000に参戦し、ミカ・サロやエディ・アーバインらと「F1予備軍」として競い合った。1993年の第3戦MINEでは、ヘビーウェットコンディションの中で他のドライバーよりも1周あたり5秒速いペースで独走し、結果的にリタイアしたものの、日本のレース界に強い印象を残した。第8戦菅生の予選では、フレンツェンの予選アタックを見て衝撃を受た星野一義が、予選終了後に自らノバのピットに赴きフレンツェンを見つけると「お前はこんなところでくすぶっていないで早くF1に行け」と激励されたこともあった。
1993年の成績はポールポジション1回、表彰台1回、ファステストラップ2回でランキング9位。速さは誰もが認めるところでありながら、全日本チャンピオンを獲得することはできなかったため、同年の秋に翌年からフレンツェンをF1でデビューさせると決断していたペーター・ザウバーから「（日本でチャンピオンを獲れなかったのは）彼の何が悪いのか?」、「彼の走りは（日本では）どういう部分が問題なのか?」としきりに尋ねられたと、森脇は1994年シーズン開幕直前のテレビ番組にて語っている。しかし、森脇の指導の甲斐もあってか、「特殊」で知られ外国人ドライバーの誰もが苦労する全日本F3000の日本製・超ハイグリップタイヤを結果的に使いこなした。

### F1

#### ザウバー時代

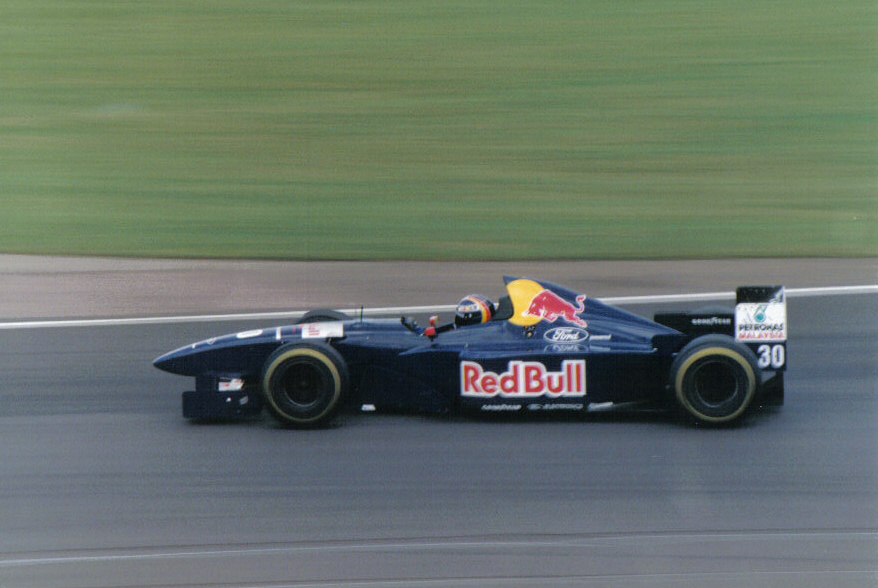
1995年イギリスGP

1994年、ジュニアチーム時代の監督ペーター・ザウバーが興したザウバーからF1デビューを果たした。デビュー戦のブラジルグランプリでは、初体験となるセミオートマチックトランスミッションを使いこなし予選5位を獲得した。参戦2年目のチーム、初めてのサーキットでのデビュー戦で、アイルトン・セナ、シューマッハ、ジャン・アレジ、デイモン・ヒルに次ぐポジションは周囲を驚かせた。セナがサンマリノGPで事故死した後、その代役としてウィリアムズチームからオファーを受けたが、翌戦のモナコGPにてチームメイトのヴェンドリンガーが瀕死の重傷を負ったことから、せっかく自分をF1へステップアップさせてくれた恩義に背くわけにはいかないとして、この時は断ることとなった。シーズン中4戦で入賞し、日本GPでは予選3位を獲得した。
1995年はメルセデスがエンジン供給をマクラーレンへ変更したため、ザウバーはフォードのワークスエンジン供給チームとなりゼテックR・V8エンジンを搭載したザウバー・C14をチームのエースとしてドライブし、17戦中8戦でポイントを獲得。イタリアGPでは3位でフィニッシュし、自身及びチームにF1初表彰台をもたらした。
ザウバー3年目となる1996年は、フォードエンジンがV8からV10エンジンになりパワーアップが期待されたが、同年のザウバー・C15は特別な速さは無く、入賞は計3回のみと低迷。逆にリタイア9回と前年より成績および完走率が下降してしまった。しかしザウバーでの走りを見ていたフランク・ウィリアムズから好評価され翌年に向けて移籍交渉、チャンピオンチームであるウィリアムズへの移籍が実現する。

#### ウィリアムズ時代
1997年、フレンツェンは前年のワールドチャンピオンであるデイモン・ヒルに代わりウィリアムズに加入した。第4戦サンマリノGPでF1初優勝、第5戦モナコGPで初のポールポジションを獲得し、終盤には5戦連続表彰台フィニッシュを果たす活躍を見せた。最終戦終了後のシューマッハの成績除外によりドライバーズランキング2位となったが、チームメイトのジャック・ヴィルヌーブはワールドチャンピオンを獲得していた。そのため、1勝も含めた表彰台7回を獲得してコンストラクターズタイトル獲得に貢献したものの、同じマシンを駆りF1キャリアもヴィルヌーブより持っていたフレンツェンが見劣りしてしまったのも事実であった。ただ、この時期のウィリアムズチームは若手のヴィルヌーヴを確固たるエースドライバーとみなしており、またフレンツェン側にトラブルが多発した面があり、実際、開幕戦ではピット作業ミスで順位を落とし、巻き返して2位まで浮上したにもかかわらず、終盤にブレーキトラブルが発生して表彰台を逃すなど、自身以外の要因に左右された面もあった(#人物像)。
翌1998年、チームはルノーのワークス供給を失ったことやヒル放出の経緯などチームに不満を持っていたエイドリアン・ニューウェイがチームを去ってマクラーレンへ加入するなど、チーム内は混乱していた。また、ウィリアムズのマシンは、この年からの新レギュレーションの対応に出遅れ、エンジンも型落ちのルノーエンジンのカスタマー供給であり、前年のような戦闘力が失われたマシンとなっていた。そのため、チームとしては1988年以来となる年間未勝利に終わり、フレンツェン・ヴィルヌーヴ共々成績が下降し、精彩を欠いたシーズンとなった。この状況に理由は違えど二人とも同年限りでウィリアムズを去る決断をし、自身は無限ホンダV10エンジンを搭載するジョーダンへ移籍する。

#### ジョーダン～プロストへ

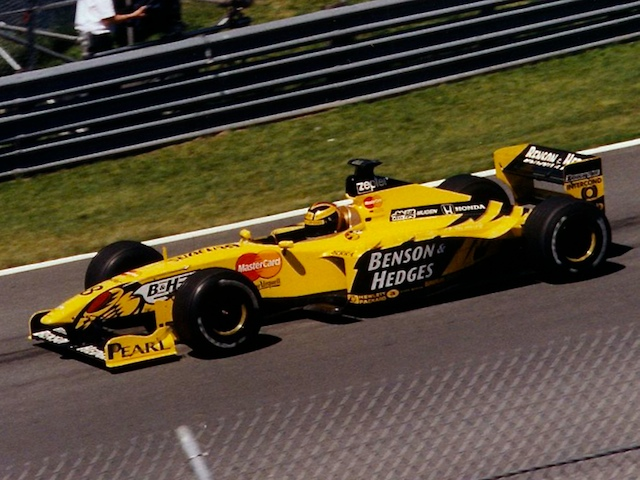
1999年カナダGP

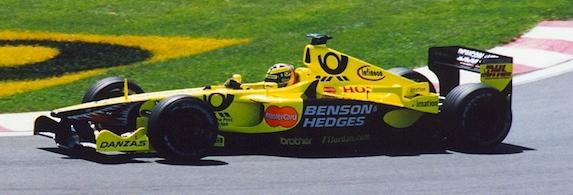
2001年カナダGP

翌1999年に移籍したジョーダンは国際F3000時代にも所属している旧知のチームで、この年のマシンは常に表彰台を争える速さと信頼性を備えており、戦える環境が揃っていた。チームメイトはかつてウィリアムズのシートを奪った因縁の相手であるデイモン・ヒルであった。開幕戦で2位表彰台を獲得し好調なスタートを切り、雨中の乱戦となったフランスGPでは、巧みな燃費走行とピット戦略でワールドチャンピオンのミカ・ハッキネンを破って勝利。イタリアGPでもフロントローから自身初のドライコンディションでの勝利を挙げ2勝目（通算3勝目）を挙げ、チャンピオンを射程にとらえた。そして、ヨーロッパGPでポールポジションを獲得し、レースもリードし優勝も見えていたが電気系トラブルによりリタイアとなったため、タイトル獲得の可能性はここで途絶えた。それでも、予選、決勝共にエースドライバーの元チャンピオンのチームメイト・ヒルを凌駕（予選14勝2敗、決勝13勝2敗1分、ポイント54対7）し、優勝2回も含めた表彰台6回とポールポジション1回を獲得し、終盤までチャンピオン争いに食い込む活躍を見せ、ハッキネン、アーバインに次ぐランキング3位を獲得した。
しかし、この年をピークにジョーダンは低迷し、新加入したヤルノ・トゥルーリの活躍もありフレンツェンの立場も次第に微妙になっていった。2000年は、第2戦ブラジルGPと第15戦アメリカGPで2度の3位表彰台を獲得するにとどまり、11ポイントでランキング9位に終わった。2001年はシーズン前のテストおよび予選では好調を継続したが、マシントラブルや戦略ミスにより表彰台のチャンスを逃す結果となっていた。さらにこの年のドイツGP前にシーズン途中にもかかわらず突如チームから解雇され、地元ドイツGPを走れずに終わった。その後、アラン・プロストとの関係がこじれてプロスト・グランプリから離脱したジャン・アレジと入れ替わる形でプロストへ移籍することになり、ハンガリーGPから残りのレースに参戦した。当時のプロストチームは資金が底をついていたためフレンツェンは無給であったが、参戦チーム中唯一パワーステアリングを持たないプロスト・AP04で奮戦し、ベルギーGPでは予選4位を獲得して周囲を驚かせる。
この解雇劇の経緯についてははっきりとした報道はなされていない。チームが翌2002年からホンダエンジンを搭載するにあたり、「ホンダとの契約条項に、佐藤琢磨を乗せる事があったため、フレンツェンを解雇せざるをえなくなった」とエディ・ジョーダンが語った事もあるぐらいで、詳細は不明である。一説として上がるのはフレンツェンが開発が進まないジョーダンのマシンに業を煮やし自費でパーツの改良を願い出てエディ・ジョーダンと揉めたと言う説もある。ただ、フレンツェン側は2002年までの契約があったにもかかわらず一方的に解雇されたとしてジョーダンを相手に賠償金を求める裁判を起こし、ジョーダン側はフレンツェンのパフォーマンスの欠如を主張するものの、最終的にフレンツェン側が勝訴しており、少なくとも契約を反故にして解雇したことが示唆されている。

#### アロウズ～ザウバー復帰

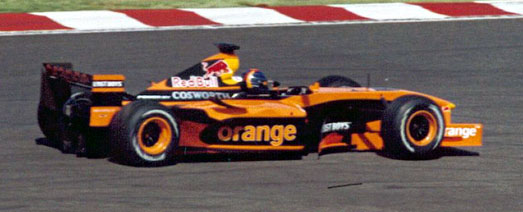
2002年フランスGP

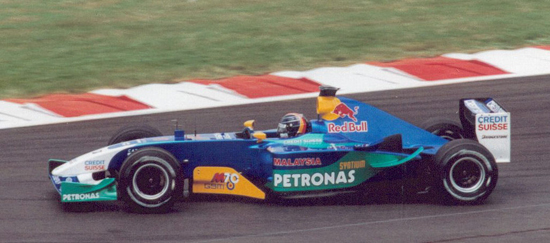
2003年フランスGP

翌2002年はアロウズへ移籍し、前半戦には2回のポイント獲得など光る走りを見せるが、チームの資金難が深刻化し、第11戦フランスGPではチームからの指示で故意に予選落ちさせるなど迷走が続き、第12戦ドイツGP終了後にチームは撤退することとなり、またしてもシートを失うこととなった。第16戦アメリカGPでは、翌2003年からの復帰が発表されていたザウバーよりスポット参戦した（危険走行によりフェリペ・マッサがペナルティを受けることとなっていた為その回避として起用されたもの）。
2003年、7シーズンぶりに復帰を果たしたザウバーチームだが、戦闘力があるとは言えないマシンながらも奮闘した。チームメイトのニック・ハイドフェルドとの対決で勝利し、第15戦アメリカGPにて3位表彰台を獲得した。チームのコンストラクターズを6位へ浮上させる活躍を見せたが、同年限りでザウバーとの契約は更新されず終了した。以後はDTMに転向したため、そのままF1を去る形となった。

### F1後
2004年からは母国ドイツのレース界に復帰、オペルチームからドイツツーリングカー選手権（DTM）に参戦。苦戦が続いていたが、2005年第4戦ブルノで初の表彰台（3位）を獲得した。オペルのDTM撤退に伴い2006年はアウディに移籍。最終戦のホッケンハイムで初のポール・ポジションを獲得するが、決勝レースはチームメイトとの接触もありリタイアした。結局、DTM3シーズンで未勝利に終わり、アウディに対しては「チームからのサポートが得られない」として同年限りで離脱した。移籍先は決まっておらず、このまま引退する可能性もあったが、公式ファンクラブのサイトで、2008年以降のレース復帰に向けて意欲を示すコメントを出した。そのコメント通り、2008年に「HHF Project」と銘打ち、私財を投じてグンペルト・アポロをハイブリッド化し、ドミニク・シュワガーらとともに同マシンでニュルブルクリンク24時間レースに出走した。また、ル・マン24時間レースには「アストンマーティン・レーシング」からスポット参戦した。同年にスタートしたスピードカー・シリーズにもスポット参戦し、翌年はフルシーズンを戦った。
2010年レーシングドライバーからの引退を表明したが、2011年に「ADAC GT Masters」でレースに復帰。2012年も引き続き同シリーズに参戦し、コルベットZ06.R GT3を駆る。招待の形でレースに出場することもあり、2012年3月にはF1オーストラリアGPのサポートレースとして開かれたポルシェ・カレラカップ オーストラリアにゲスト参戦している。

## 人物像
メルセデス・ジュニアチームを指導したヨッヘン・ニアパッシュ（レースディレクター）、ペーター・ザウバー（チーム代表）、ヨッヘン・マス（ドライバー）は、いずれも純粋なスピードという点ではフレンツェンが1番だったと評価している。ただし、「集中力が途切れてミスを犯すことがあった」（ニアパッシュ）「ミハエル（シューマッハ）ほどの真剣さはなかった」（ザウバー）と足りない部分も指摘している。
全日本時代の師であるノバの森脇代表は、「あいつは速いけどぶつけるとかミスするとかいう噂があった。ヨーロッパの知り合いがあいつは使わないほうがいいよ、と助言してくれたりもした」と語っている。契約前のテスト走行を不安視していたが、フレンツェンは丁寧にマシンを乗りこなして契約にこぎつけた。森脇は「彼なりにずいぶん気を遣ったんでしょうね」と語っている。
大変に人の良い性格で知られており、2003年のF1引退時にはペーター・ザウバーに対し、「ニック（・ハイドフェルド）は何とかしてチームに残してほしい」とお願いした。結局その願いはかなうことなく、2004年のザウバーはジャンカルロ・フィジケラとフェリペ・マッサの布陣となった。2010年の引退時には「（自らにはすでに競争力が無いことを悟ったうえで）誰かのハンディキャップにはなりたくない」と語るなど、最後まで「ナイスガイ」であり続けた。
その人柄ゆえか、ウィリアムズで成功できなかった理由として、チームのドライな雰囲気に馴染めなかった事が挙げられる。ザウバーや（後に移籍する）ジョーダンのような家庭的チームには水にあったが、ドライバーを突き放すウィリアムズではパトリック・ヘッドの冷たい態度に悩み、ストレスで体調を崩したことさえあった。いくつかあるが、1997年の序盤戦時、マシンのセッティングにおいてもチーム側はフレンツェンが希望するオーバーステア傾向のセッティングではなく、前任のデイモン・ヒルに合わせたアンダーステア傾向のセッティングで走らせていたと言う。元々ウィリアムズは、ドライバーの能力よりも自らの技術力に偏重する傾向にあるチームと言われ、まして加入したばかりのドライバーでは、なかなか言う通りはセッティングを行なわない傾向にあると言われていた(アイルトン・セナでさえ、1994年の移籍時に同様の話が聞かれた)。
他にも、チームメイトのヴィルヌーヴはルノーのエンジニアと（フレンツェンには分からない）イタリア語であえて会話するなど、チーム内での神経戦がフレンツェンの足を引っ張った面は否めない。実際、フランク・ウィリアムズは後年、フレンツェンに関してドライビング能力は優れていたが、繊細な性格で勝利を追求するエゴイストな面が弱かったと語り、これ以外にも非公式ながらもウィリアムズ在籍時にフレンツェンの才能を最大限に引き出すことができなかったと認めている。そんな状況であったため、1998年イギリスGPのレースでリタイアした後、ついに堪忍袋の緒が切れピットへ行きチームに1998年シーズン限りでの別れを告げたが、来季の構想からはすでに外れており首脳陣からは引き留めもされなかった。しかし、フレンツェンは少なくともテストではウィリアムズのメカニックやエンジニアからは絶大な人気を誇っていたことが、せめてもの救いだった。
デイモン・ヒル側から見れば、ウィリアムズ放出の引き金になったドライバーであり、またジョーダンでは圧倒的な力の差を見せつけられ引退への引導を渡された形になってしまったが、2人の関係は良好であり、2000年のジョーダンの新車発表時においてフレンツェンは「(前チームメイトの)デイモンの分まで頑張りたい」と語り、ヒルも引退後「F1 Racing」誌の誌面上において、フレンツェンに和気藹々とした雰囲気でインタビューしたり、2001年のドイツGP後の解任劇に関してエディ・ジョーダンの姿勢を厳しく批判していた。
スペイン語が堪能な理由として「離婚してスペインに移住した母親の許をよく訪ねたから」と「F1グランプリ特集」に掲載されたインタビュー中で語るなど、非常に家族思いなところもある。
趣味はカーペットのデザインで、知人に頼まれるとよくデザインしている。
父は葬儀屋を経営しており、日本に来る前にはよく実家の手伝いで霊柩車を運転していた。引退後も同じく実家の葬儀屋を手伝っているという。

## レース戦績

### フォーミュラ

#### ドイツ・フォーミュラ3選手権
| 年     | チーム                      | シャシー      | エンジン | クラス | 1      | 2     | 3     | 4     | 5     | 6     | 7     | 8     | 9     | 10    | 11      | 12    | 順位 | ポイント |
| ------ | --------------------------- | ------------- | -------- | ------ | ------ | ----- | ----- | ----- | ----- | ----- | ----- | ----- | ----- | ----- | ------- | ----- | ---- | -------- |
| 1989年 | チームJSK・バウマネジメント | ダラーラ F389 | VW       | A      | HOC 11 | NÜR 6 | AVU 5 | BRN 9 | ÖST 2 | HOC 1 | WUN 1 | HOC 2 | DIE 1 | NÜR 7 | NÜR Ret | HOC 2 | 2位  | 163      |

- 太字はポールポジション、斜字はファステストラップ。(key)

#### 国際F3000選手権
| 年     | チーム                           | シャシー        | エンジン    | 1       | 2       | 3       | 4      | 5       | 6       | 7      | 8     | 9       | 10      | 11      | 順位 | ポイント |
| ------ | -------------------------------- | --------------- | ----------- | ------- | ------- | ------- | ------ | ------- | ------- | ------ | ----- | ------- | ------- | ------- | ---- | -------- |
| 1990年 | エディ・ジョーダン・レーシング   | レイナード・90D | 無限・MF308 | DON Ret | SIL Ret | PAU Ret | JER 17 | MNZ Ret | PER 5   | HOC 6  | BRH 7 | BIR Ret | BUG Ret | NOG DNQ | 18位 | 3        |
| 1991年 | ヴォルテックス・モータースポーツ | ローラ・T91/50  | 無限・MF308 | VLL Ret | PAU Ret | JER 12  | MUG 6  | PER 5   | HOC DNQ | BRH 12 | SPA 5 | BUG Ret | NOG Ret |         | 14位 | 5        |

(key)

#### 全日本F3000選手権
| 年     | チーム               | シャシー       | エンジン    | 1       | 2       | 3       | 4     | 5     | 6      | 7     | 8     | 9      | 10     | 11    | 順位 | ポイント |
| ------ | -------------------- | -------------- | ----------- | ------- | ------- | ------- | ----- | ----- | ------ | ----- | ----- | ------ | ------ | ----- | ---- | -------- |
| 1992年 | KAWAISTEEL TEAM NOVA | ローラ・T92/50 | 無限・MF308 | SUZ     | FSW     | MIN     | SUZ   | AUT   | SUG    | FSW   | FSW   | SUZ 6  | FSW 7  | FSW 3 | 14位 | 5        |
| 1993年 | KAWAISTEEL TEAM NOVA | ローラ・T93/50 | 無限・MF308 | SUZ Ret | FSW Ret | MIN Ret | SUZ 8 | AUT C | SUG 14 | FSW C | FSW 2 | SUZ 10 | FSW 12 | SUZ 5 | 9位  | 8        |

- 太字はポールポジション、斜字はファステストラップ。(key)

#### F1世界選手権
| 年     | チーム       | シャーシ | エンジン                           | 1       | 2       | 3       | 4       | 5       | 6       | 7       | 8       | 9       | 10      | 11      | 12      | 13      | 14      | 15      | 16      | 17      | WDC  | ポイント |
| ------ | ------------ | -------- | ---------------------------------- | ------- | ------- | ------- | ------- | ------- | ------- | ------- | ------- | ------- | ------- | ------- | ------- | ------- | ------- | ------- | ------- | ------- | ---- | -------- |
| 1994年 | ザウバー     | C13      | メルセデス・ベンツ・2175B 3.5L V10 | BRA Ret | PAC 5   | SMR 7   | MON DNS | ESP Ret | CAN Ret | FRA 4   | GBR 7   | GER Ret | HUN Ret | BEL Ret | ITA Ret | POR Ret | EUR 6   | JPN 6   | AUS 7   |         | 13位 | 7        |
| 1995年 | ザウバー     | C14      | フォード・ECA Zetec-R 3.0L V8      | BRA Ret | ARG 5   | SMR 6   | ESP 8   | MON 6   | CAN Ret | FRA 10  | GBR 6   | GER Ret | HUN 5   | BEL 4   | ITA 3   | POR 6   | EUR Ret | PAC 7   | JPN 8   | AUS Ret | 9位  | 15       |
| 1996年 | ザウバー     | C15      | フォード・JD Zetec-R 3.0L V10      | AUS 8   | BRA Ret | ARG Ret | EUR Ret | SMR Ret | MON 4   | ESP 4   | CAN Ret | FRA Ret | GBR 8   | GER 8   | HUN Ret | BEL Ret | ITA Ret | POR 7   | JPN 6   |         | 12位 | 7        |
| 1997年 | ウィリアムズ | FW19     | ルノー・RS9 3.0L V10               | AUS 8   | BRA 9   | ARG Ret | SMR 1   | MON Ret | ESP 8   | CAN 4   | FRA 2   | GBR Ret | GER Ret | HUN Ret | BEL 3   | ITA 3   | AUT 3   | LUX 3   | JPN 2   | EUR 6   | 2位  | 42       |
| 1998年 | ウィリアムズ | FW20     | メカクローム・GC37-01 3.0L V10     | AUS 3   | BRA 5   | ARG 9   | SMR 5   | ESP 8   | MON Ret | CAN Ret | FRA 15  | GBR Ret | AUT Ret | GER 9   | HUN 5   | BEL 4   | ITA 7   | LUX 5   | JPN 5   |         | 7位  | 17       |
| 1999年 | ジョーダン   | 199      | 無限ホンダ・MF-301HD 3.0L V10      | AUS 2   | BRA 3   | SMR Ret | MON 4   | ESP 11  | CAN Ret | FRA 1   | GBR 4   | AUT 4   | GER 3   | HUN 4   | BEL 3   | ITA 1   | EUR Ret | MAL 6   | JPN 4   |         | 3位  | 54       |
| 2000年 | ジョーダン   | EJ10     | 無限ホンダ・MF-301HD 3.0L V10      | AUS Ret | BRA 3   | SMR Ret | GBR 17  | ESP 6   | EUR Ret | MON 10  | CAN Ret | FRA 7   | AUT Ret |         |         |         |         |         |         |         | 9位  | 11       |
| 2000年 | ジョーダン   | EJ10B    | 無限ホンダ・MF-301HD 3.0L V10      |         |         |         |         |         |         |         |         |         |         | GER Ret | HUN 6   | BEL 6   | ITA Ret | USA 3   | JPN Ret | MAL Ret | 9位  | 11       |
| 2001年 | ジョーダン   | EJ11     | ホンダ・RA001E 3.0L V10            | AUS 5   | MAL 4   | BRA 11  | SMR 6   | ESP Ret | AUT Ret | MON Ret | CAN PO  | EUR Ret | FRA 8   | GBR 7   | GER     |         |         |         |         |         | 13位 | 6        |
| 2001年 | プロスト     | AP04     | エイサー 3.0L V10                  |         |         |         |         |         |         |         |         |         |         |         |         | HUN Ret | BEL 9   | ITA Ret | USA 10  | JPN 12  | 13位 | 6        |
| 2002年 | アロウズ     | A23      | コスワース・CR-3 3.0L V10          | AUS DSQ | MAL 11  | BRA Ret | SMR Ret | ESP 6   | AUT 11  | MON 6   | CAN 13  | EUR 13  | GBR Ret | FRA DNQ | GER Ret | HUN     | BEL     | ITA     |         |         | 18位 | 2        |
| 2002年 | ザウバー     | C21      | ペトロナス・02A 3.0L V10           |         |         |         |         |         |         |         |         |         |         |         |         |         |         |         | USA 13  | JPN     | 18位 | 2        |
| 2003年 | ザウバー     | C22      | ペトロナス・03A 3.0L V10           | AUS 6   | MAL 9   | BRA 5   | SMR 11  | ESP Ret | AUT DNS | MON Ret | CAN Ret | EUR 9   | FRA 12  | GBR 12  | GER Ret | HUN Ret | ITA 13  | USA 3   | JPN Ret |         | 11位 | 13       |

- 太字はポールポジション、斜字はファステストラップ (key)。
- 2002年第1戦の失格は、ピットレーン信号無視によるもの。

### スポーツカー

#### 世界スポーツプロトタイプカー選手権/スポーツカー世界選手権
| 年     | チーム                      | 使用車両                | クラス | 1   | 2   | 3     | 4     | 5       | 6   | 7     | 8   | 9   | 順位 | ポイント |
| ------ | --------------------------- | ----------------------- | ------ | --- | --- | ----- | ----- | ------- | --- | ----- | --- | --- | ---- | -------- |
| 1990年 | チーム・ザウバー メルセデス | メルセデス・ベンツ・C11 | C1     | SUZ | MNZ | SIL   | SPA   | DIJ     | NÜR | DON 2 | MTL | MEX | 17位 | 6        |
| 1992年 | ユーロ・レーシング          | ローラ・T92/10          | C1     | MNZ | SIL | LMN 6 | DON 4 | SUZ Ret | MAG |       |     |     | 16位 | 16       |

(key)

#### ル・マン24時間レース
| 年     | チーム                         | コ・ドライバー                                  | 使用車両                 | クラス | 周回 | 総合順位 | クラス順位 |
| ------ | ------------------------------ | ----------------------------------------------- | ------------------------ | ------ | ---- | -------- | ---------- |
| 1992年 | ユーロ・レーシング             | チャールズ・ツォルスマン Sr. 粕谷俊二           | ローラ・T92/10-ジャッド  | C1     | 271  | 13位     | 6位        |
| 2008年 | アストンマーティン・レーシング | カール・ヴェンドリンガー アンドレア・ピッチーニ | アストンマーティン・DBR9 | GT1    | 339  | 16位     | 4位        |

### ドイツツーリングカー選手権
| 年     | チーム                             | 使用車両                              | 1        | 2       | 3      | 4       | 5       | 6       | 7      | 8       | 9      | 10      | 11      | 12    | 13    | 14    | 15    | 16    | 17    | 18    | 19    | 20    | 21        | 22        | 順位 | ポイント |
| ------ | ---------------------------------- | ------------------------------------- | -------- | ------- | ------ | ------- | ------- | ------- | ------ | ------- | ------ | ------- | ------- | ----- | ----- | ----- | ----- | ----- | ----- | ----- | ----- | ----- | --------- | --------- | ---- | -------- |
| 1990年 | DTM・ジュニアチーム                | メルセデス・ベンツ・190E 2.3-16 EvoII | ZOL 1    | ZOL 2   | HOC 1  | HOC 2   | NÜR 1   | NÜR 2   | AVU 1  | AVU 2   | MFA 1  | MFA 2   | WUN 1   | WUN 2 | NÜR 1 | NÜR 2 | NOR 1 | NOR 2 | DIE 1 | DIE 2 | NÜR 1 | NÜR 2 | HOC 1 DNS | HOC 2 DNS | NC   | 0        |
| 2004年 | チーム OPC                         | オペル・ベクトラGTS V8 2004           | HOC1 11  | EST 12  | ADR 12 | LAU Ret | NOR Ret | NÜR Ret | OSC 14 | ZAN Ret | BRN 6  | HOC2 12 |         |       |       |       |       |       |       |       |       |       |           |           | 14位 | 3        |
| 2005年 | チーム OPC                         | オペル・ベクトラGTS V8 2005           | HOC1 Ret | LAU1 14 | SPA 15 | BRN 3   | OSC 14  | NOR 6   | NÜR 12 | ZAN 3   | LAU2 7 | IST Ret | HOC2 18 |       |       |       |       |       |       |       |       |       |           |           | 8位  | 17       |
| 2006年 | アウディ・スポーツ・チーム・アプト | アウディ・A4 DTM 2006                 | HOC1 3   | LAU 13  | OSC 4  | BRH 17  | NOR 11  | NÜR 6   | ZAN 5  | CAT 3   | BUG 10 | HOC2 14 |         |       |       |       |       |       |       |       |       |       |           |           | 7位  | 24       |

- 太字はポールポジション、斜字はファステストラップ (key)。